# Asura szetschwanica
Asura szetschwanica är en fjärilsart som beskrevs av Daniel 1952. Asura szetschwanica ingår i släktet Asura och familjen björnspinnare. Inga underarter finns listade i Catalogue of Life.